# Меагцом

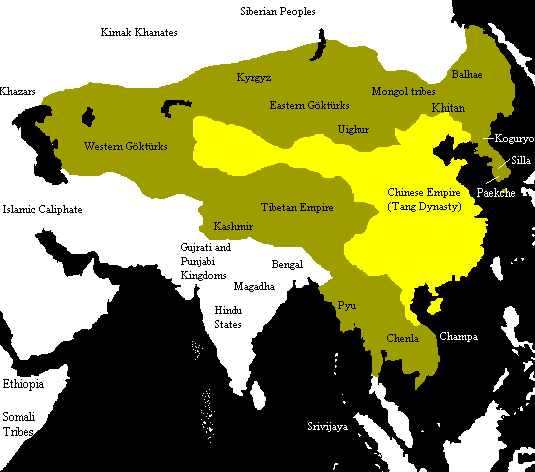
Тибет за часів Меагцома

Тидецугтан Меагцом (693—754/755) — 4-й імператор (ценпо) Тибету з 703 до 755 року. Правив після свого батька Дудсрона. Походив з Ярлугської династії.
Меагцом народився у палаці Побранданкар. При малолітньому володареві спочатку правили три регенти: Джизандонцан, Чимджалшугдин, Брочузанхор.
За часів Меагцома продовжувалася війна з Китаєм. Вона йшла з переміним успіхом. Нарешті у 711 році укладено угоду про мир, якою передбачалося, що китайська принцеса Цзинь-чен вийде заміж за сина Меагцома — Джанпалхабона. Проте в момент, коли китайська делегація із принцесою прибула до Тибету Джанпалхабон загинув внаслідок нещасного випадку. Тоді вона вийшла заміж за імператора Меагцома. Китай також передав Тибету район Цзю-цюй в Хесі поблизу Хуанхе.
У 717 році тибетці захопили Кашгар, а у 720 році уйгурське ханство в оазі Дунгуанг. У 727 році Меагцом захопив важливі китайські форпости на Великому шовкому шляху — Квацу та Тазіг. У 738 Тибет спробував захопити всю область Хесі, проте Китай відбив наступ тибецької армії. Проте війна продовжувалася з перемінним успіхом. 747 року вдерся до Кашміру, але місцевий правитель Лалітадітья Муктапіда відбив напад. Це призвело до укладання антитибецького союзу між Кашміром і імперією Тан.
Тибет підтримав правителя китайської області Нанджао (748—752 роки). У 751 році тибецькі війська допомогли арабській армії розгромити китайців у битві при Таласі. 752 року уклав союз з племенами мань (сучасна провінція Юньнань) проти імперії Тан. 754 року за підтримки тайських племен встановив зверхність над державою Наньчжао.
Під час чергової війни з імперією Тан 755 року Меагцом помер у м. Ярбргбацалнакха. Захоронено його у монастирі Прулнан в гробниці Лхаріцугнам.
Водночас Меагцом підтримував розповсюдження буддизму. Була перекладена на тибецьку мову Трипітака, де викладені основні положення буддиського вчення. До того ж за наказом Меагцона збудували храми: Брагмаркару, Брагмардинзан, Ласакхабраб, Чинпунамрал та Манген.

## Родина
1. Джанмотіцун з племені Джан.
Діти:
- Джанпалхабон (?-711)

2. Нанамзашиден з області Нанама.
3. Цзинь-чен, принцеса з династії Тан.
Діти:
- Тисрондецан